# Försvarsministerium
Försvarsministerium eller försvarsdepartement är ett ministerium (regeringsdepartement) som ansvarar för försvars- och säkerhetspolitik samt landets väpnade styrkor. Ministeriet leds av en försvarsminister och bistås i detta av en tjänsteman som vanligtvis är politiskt tillsatt och i flera länder innehar titeln statssekreterare. Försvarsministeriet är i flera länder, till exempel Department of Defense i USA, det största ministeriet vad gäller såväl ekonomiska anslag som personal.
Fram till andra världskriget var försvarsministeriet ofta uppdelat i ett krigsministerium och i ett marinministerium. Det förra leddes av en krigsminister och ansvarade för armén, till exempel War Office i Storbritannien (1794-1964), Department of War i USA (1789-1947), Krigsministeriet i Danmark (1848-1950) och Lantförsvarsdepartementet (1840-1920) i Sverige. Marinministeriet leddes av en sjö- eller marinminister och ansvarade för örlogsflottan, till exempel Admiralty i Storbritannien, Department of the Navy i USA (1798-1947), Marineministeriet i Danmark (1848-1950) och Sjöförsvarsdepartementet i Sverige (1840-1920). I några länder fanns även ett flygvapensministerium, till exempel Air Ministry i Storbritannien 1918-1964 och Reichsluftfahrtministerium i Nazityskland 1933-1945. 
|                |                                          |         |                                 |                               |  |  |
| Danmark        | Forsvarsministeriet                      | FMN     | Forsvarsminister                |                               |  |  |
| Finland        | Försvarsministeriet                      | FSM/FsM | Försvarsminister                | Södra Magasinsgatan 8         |  |  |
| Frankrike      | Ministère de la Défense                  |         | Ministre de la Défense          | Hôtel de Brienne              |  |  |
| Italien        | Ministero della Difesa                   | MDD     | Ministro della Difesa           | Palazzo Baracchini            |  |  |
| Kanada         | Department of National Defence           | DND     | Minister of National Defence    | National Defence Headquarters |  |  |
| Kina           | Folkrepubliken Kinas försvarsministerium |         | Försvarsminister                | 1 augusti-byggnaden           |  |  |
| Norge          | Forsvarsdepartementet                    | FD      | Forsvarsminister                | Myntgata 1                    |  |  |
| Storbritannien | Ministry of Defence                      | MoD     | Secretary of State for Defence  | Main Building, Whitehall      |  |  |
| Sverige        | Försvarsdepartementet                    |         | Försvarsminister                | Skandinaviska Bankens palats  |  |  |
| Tyskland       | Bundesministerium der Verteidigung       | BMVg    | Bundesminister der Verteidigung | Hardthöhe                     |  |  |
| USA            | Department of Defense                    | DoD     | Secretary of Defense            | Pentagon                      |  |  |